# Palombaro

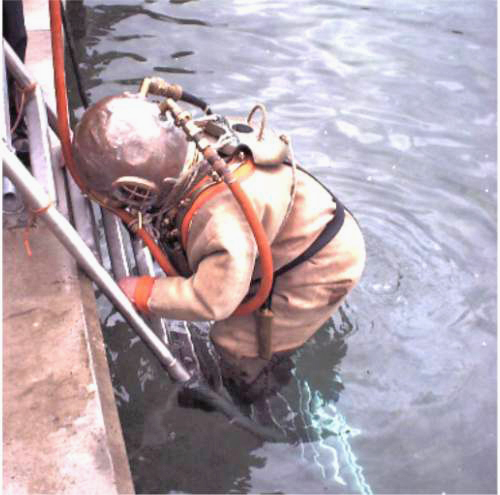
Palombaro in entrata in immersione.

Il palombaro è un subacqueo che, per immergersi, utilizza un'apposita attrezzatura, detta scafandro, da cui "scafandro da palombaro", consistente essenzialmente in elmo, tuta gonfiabile e scarponi zavorrati per camminare sul fondo marino.
Il palombaro riceve il sostentamento d'aria dalla superficie attraverso un tubo di gomma collegato ad una pompa ad aria. Il palombaro è collegato con una corda detta “guida” che serve per calare o issare a bordo il palombaro nonché a comunicare con la superficie attraverso degli strattoni convenzionali, a meno che non sia in comunicazione con cavo telefonico.

## Storia

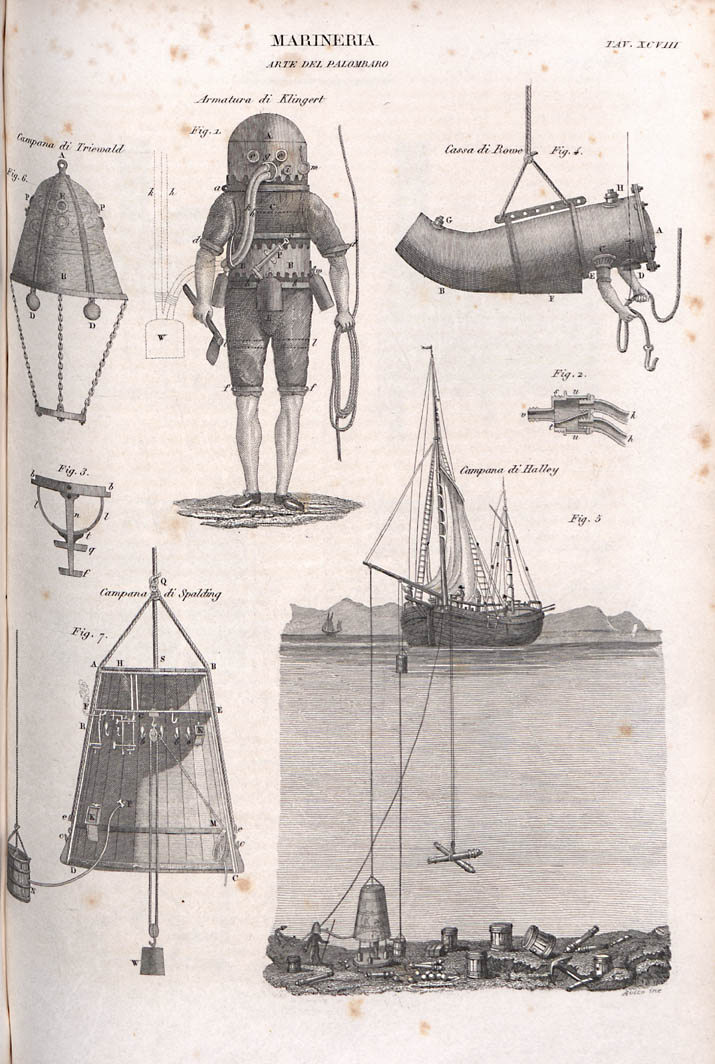
Palombaro in una rappresentazione del 1849

I primi progetti di un'attrezzatura da palombaro potrebbero risalire addirittura a Leonardo da Vinci, che però non rese noti i suoi studi 
In seguito, nella prima metà del XIX secolo e più precisamente nel 1829, Charles e John Deane di Whitstable, nel Kent inglese, progettarono il primo elmo da palombaro. Nel 1837, sulla base degli studi di Leonardo da Vinci e di Halley, Augustus Siebe costruì una veste per immersione standard, una sorta di prima muta da palombaro per l'immersione. Nel 1849 venne istituita la Scuola palombari a Genova.
In disuso dagli inizi degli anni ottanta, l'immersione con lo scafandro e la muta da palombaro in ambito civile appartiene ormai alla storia, anche se alcune evoluzioni ulteriori hanno portato alla creazione delle cosiddette Atmospheric Diving Suit (mute atmosferiche), utilizzate per immersioni molto profonde o in ambienti particolari. Resta impiegato invece in ambito militare (vedi GOS).
L'evoluzione delle moderne attività subacquee, legate al mondo professionale soprattutto per immersioni ad alta e altissima profondità, ha portato al ritorno del sistema detto a palombaro, tanto che il lavoratore subacqueo per lavori in piattaforme ed interventi vincolati con tubi che portano aria o miscele gassose, riscaldamento e collegati con sistemi di comunicazione, svolge attività del tutto simili a quelle del palombaro, tanto che talvolta viene chiamato fantasiosamente palombaro moderno, pur mantenendo l'assetto leggero che caratterizza invece il sommozzatore.

## Equipaggiamento
La parte più importante dell'attrezzatura è l'elmo del palombaro, tramite il quale il sub riceve aria compressa dalla superficie. Questo elmo oltre che essere collegato alla superficie con il cosiddetto in gergo cordone ombelicale, è imbullonato ad una particolare e resistente alle abrasioni muta subacquea stagna, appesantita se necessario da ulteriori pesi di zavorra. 

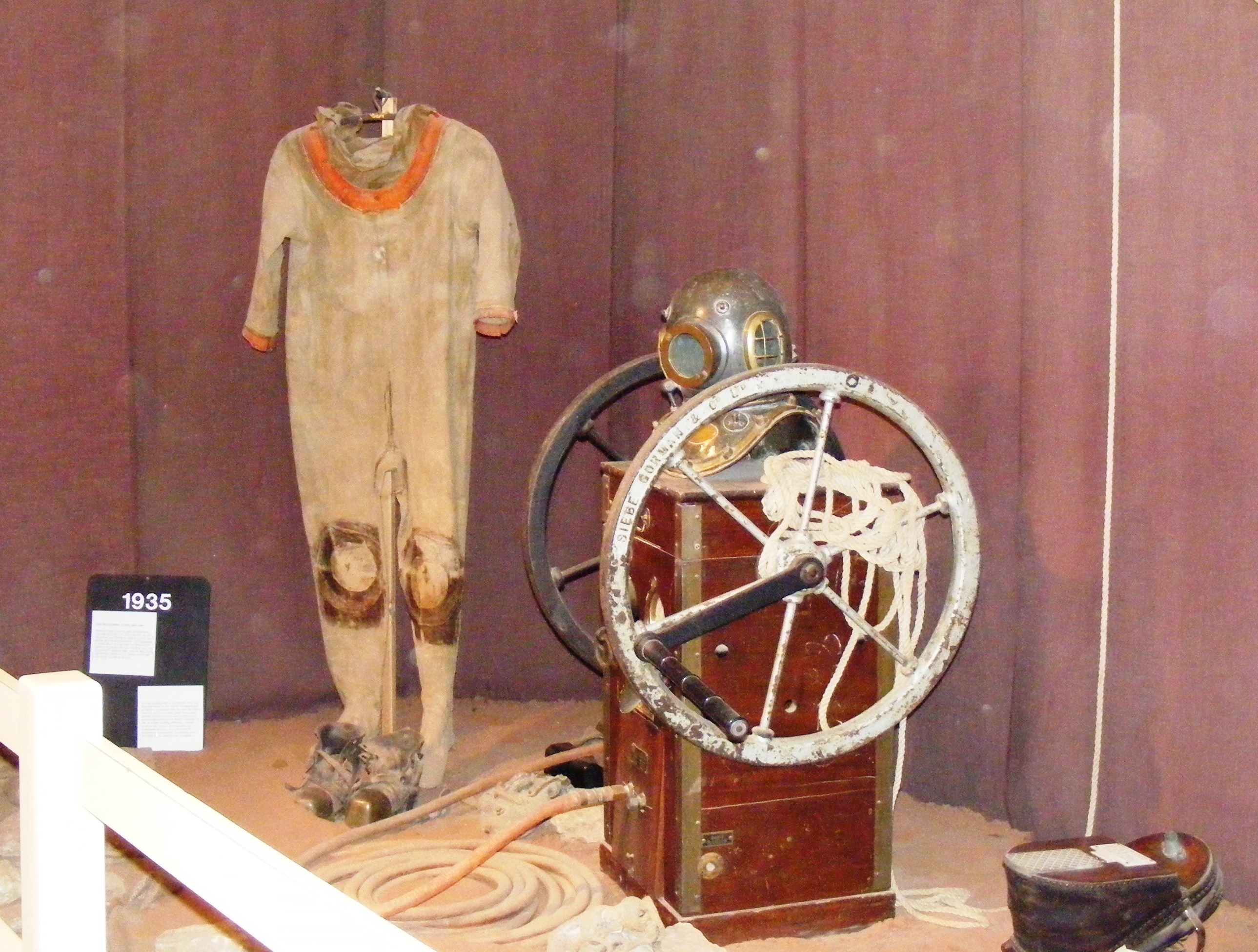
Attrezzatura completa da palombaro con pompa aria manuale
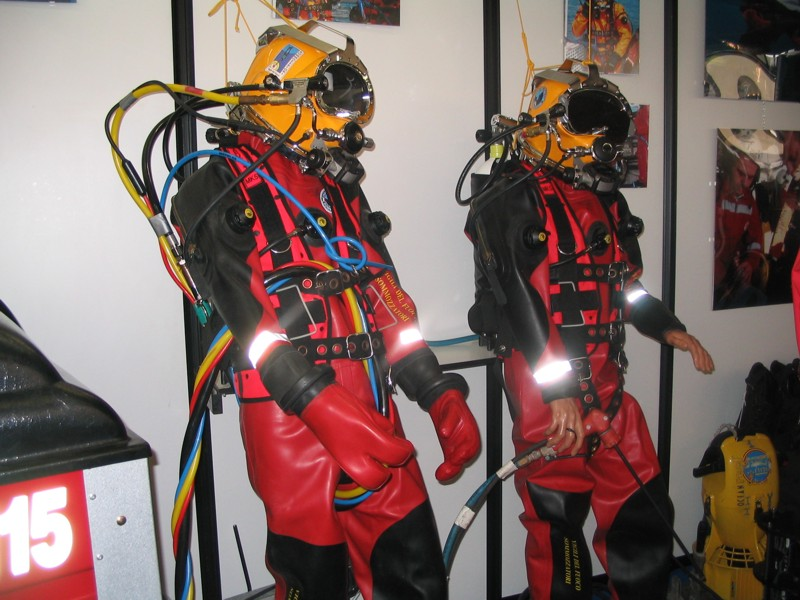
Moderni scafandri da palombaro esposti all'EUDI SHOW
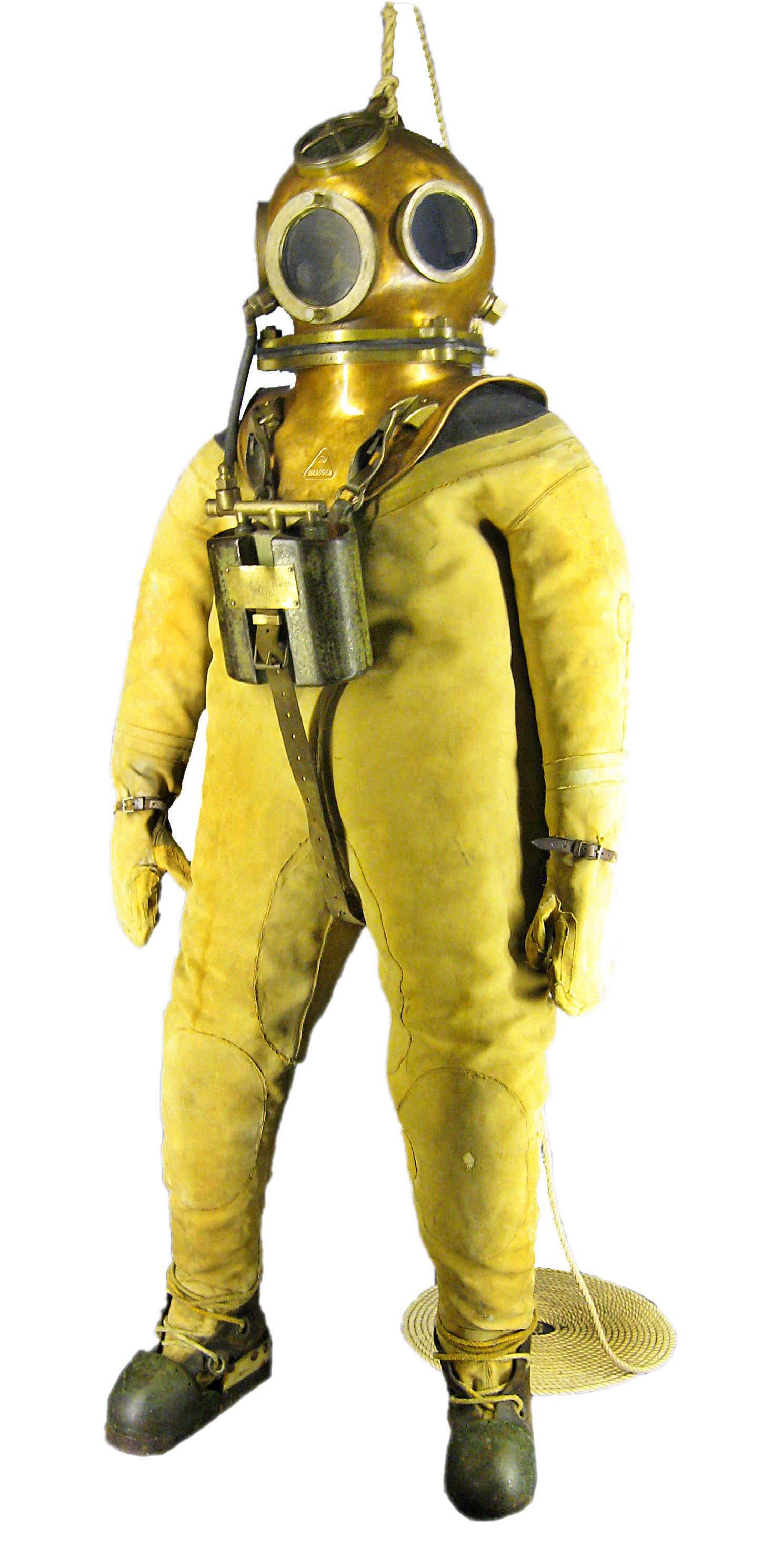
Attrezzatura da palombaro esposta al Deutsches Technikmuseum Berlin
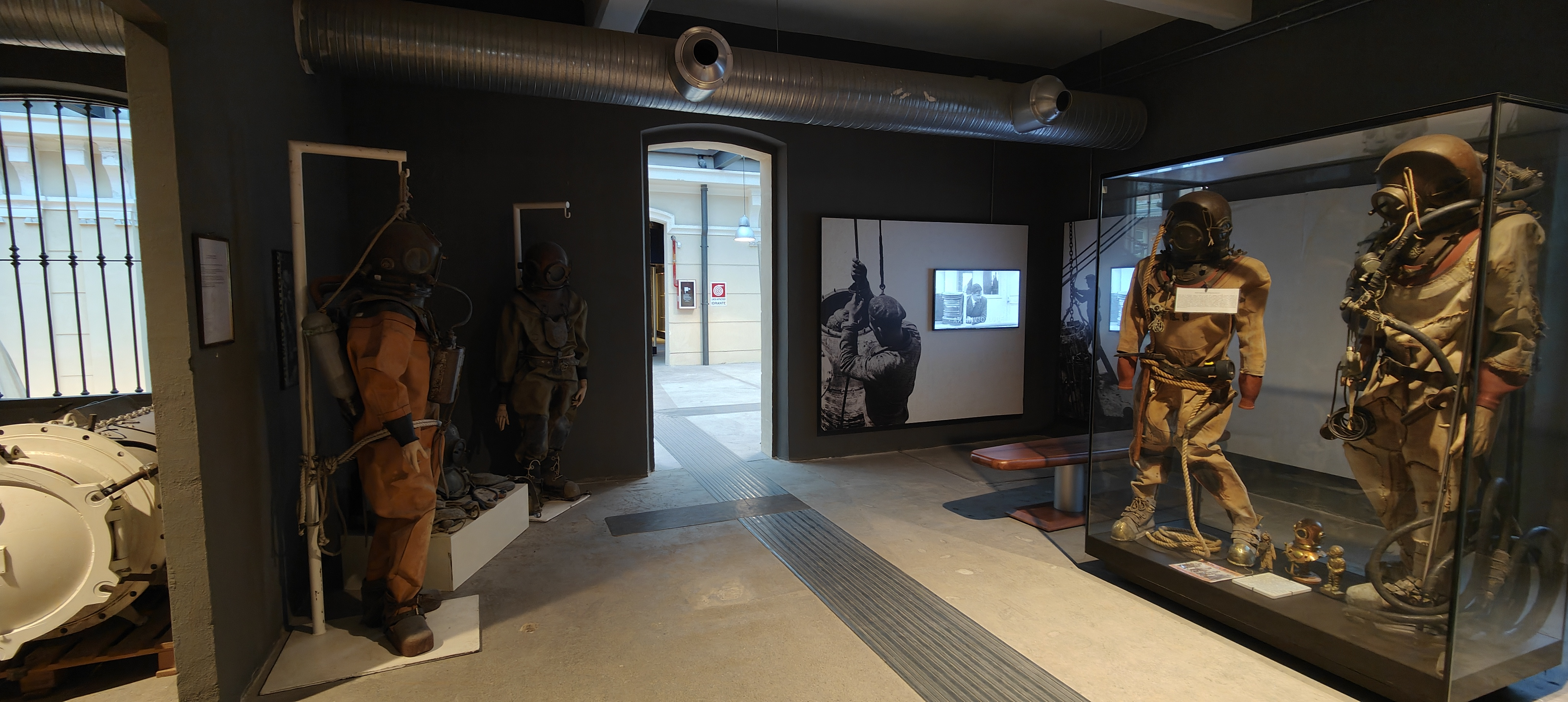
Sala dedicata ai palombari e alle attrezzature quali le camere di decompressione (Museo Navale di Imperia)

### Elmo
L'elmo da palombaro consiste in una sfera di bronzo, rame o ottone cava munita di alcuni fori: uno inferiore per far entrare la testa del palombaro, uno frontale, chiuso da uno sportello trasparente a tenuta stagna per la visione e di solito due di fianco al principale per permettere la visione laterale. Alcuni elmi, come il famoso Mark V della US Navy, hanno anche un oblò superiore per permettere la visione dall'alto.
Alla foratura inferiore viene collegata la muta del palombaro.
All'interno dell'elmo si trovano gli ugelli di apporto dell'aria proveniente dalla superficie e una valvola di scarico. Questi comandi, azionati da movimenti della testa del palombaro, equilibrano la pressione esterna con quella interna all'elmo e alla muta.

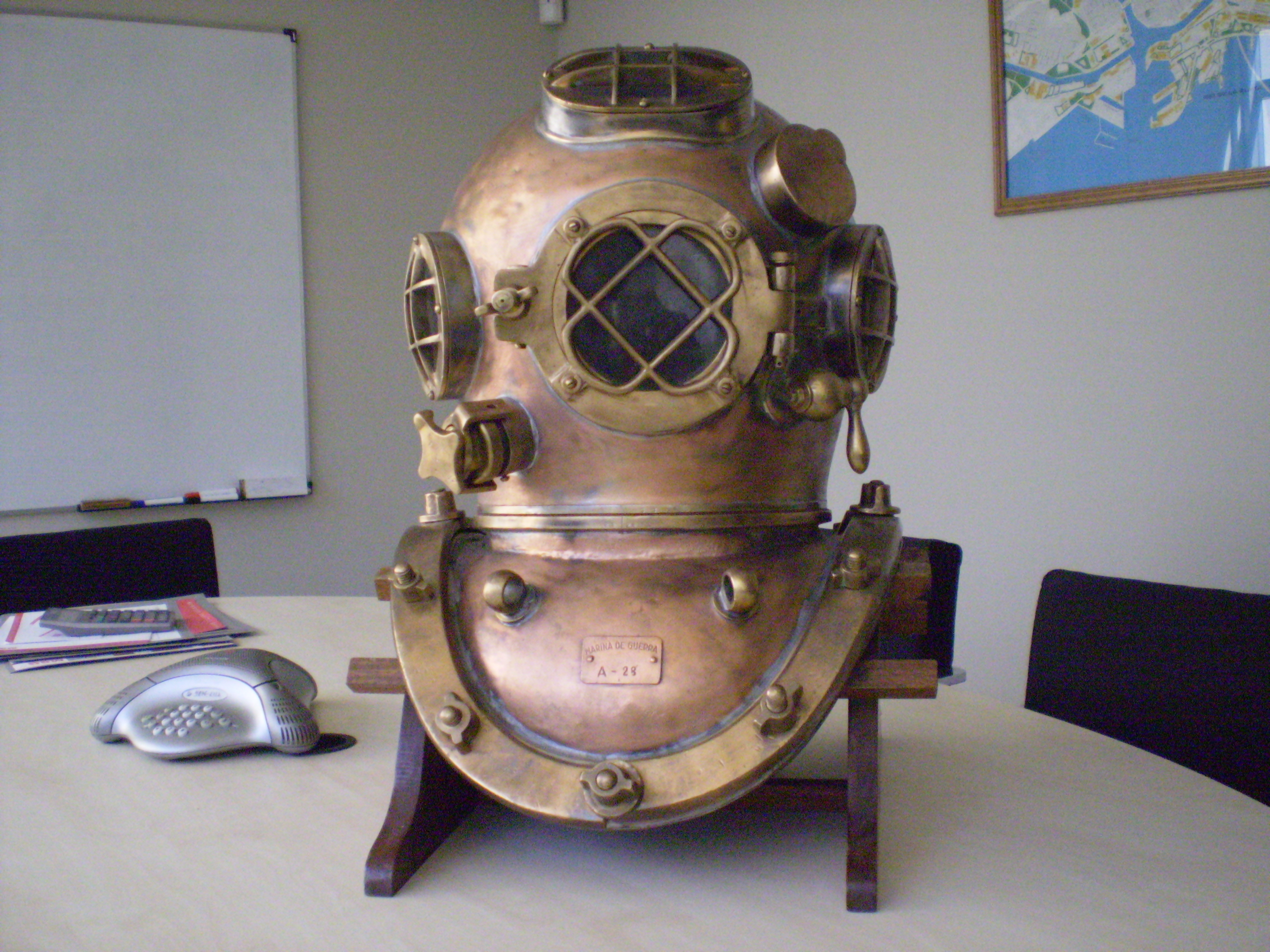
L'elmo Mark V della US Navy
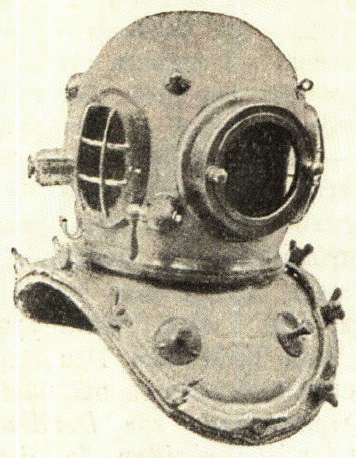
Elmo da palombaro

### Zavorra
Da notare che la zavorra della muta da palombaro è integrata con gli scarponi, in modo da consentire al sub di camminare sul fondale marino, e in altre posizioni (di solito sul busto).
La quantità di zavorra è consistente, fino a quasi 8/10 kg per quanto riguarda le calzature in modo da agevolare la camminata e per ostacolare l'assetto positivo della tuta del palombaro, permettendogli quindi una posizione eretta inclinata in avanti. Da rilevare inoltre che essendo l'acqua un elemento circa 800 volte più denso dell'aria, questo peso si avverte di meno nell'immersione.
L'attrezzatura completa arriva a pesare circa 80 kg, tale da non consentire al palombaro i movimenti fuori dall'acqua.

## Fisiologia dell'immersione
Il palombaro effettua l'immersione respirando il gas a circuito aperto, in pratica come un subacqueo con le bombole: di conseguenza egli è soggetto alle leggi fisiche dei gas (legge di Boyle-Mariotte, legge di Dalton e legge di Henry) e deve pertanto osservare delle rigide procedure di immersione determinate da tempi di immersione stabiliti, correlati alle profondità operative.
Per questo, agli albori del '900, quando gli studi degli effetti dei gas respirati a pressione superiore a quella atmosferica sull'organismo umano non erano ancora stati completati in maniera sufficiente, si verificarono numerosi incidenti quali la cosiddetta malattia dei cassoni (alias MDD), all'inizio così chiamata per gli incidenti da decompressione a cui andavano incontro gli operai che lavoravano nella fondazione di moli o altre opere subacquee avvalendosi per l'appunto dei cassoni pneumatici e la cosiddetta risalita a pallone (alias EGA), così chiamata perché il palombaro veniva in superficie con la tuta completamente gonfia per l'appunto come un pallone, spesso con funesti epiloghi.